# Catharina Sophia

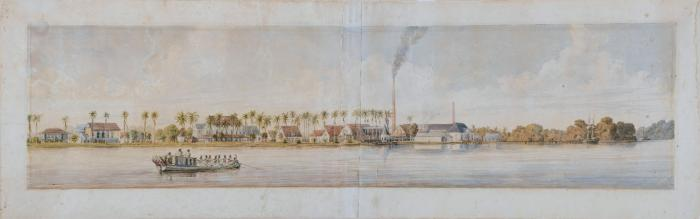
Waterverfschilderij van G.B.C. Voorduin

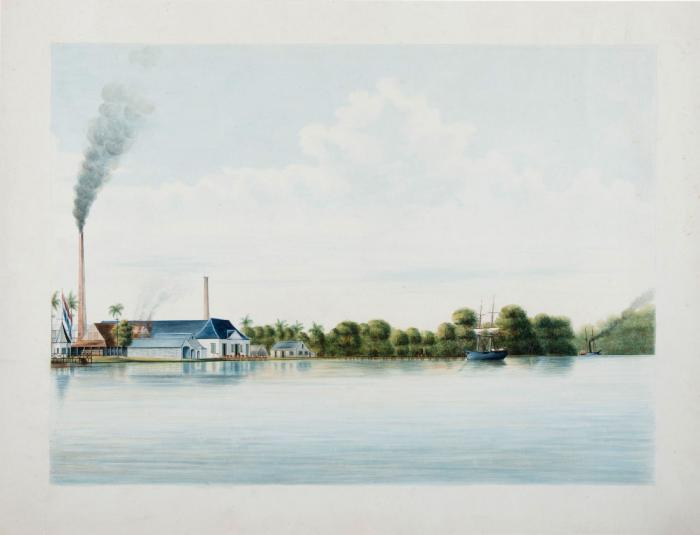
Aquarel van Johan Cateau van Rosevelt

Catharina Sophia was een suikerrietplantage aan de Saramaccarivier in het district Saramacca in Suriname. De plantage lag rechts bij het opvaren, grenzend stroomopwaarts aan koffieplantage Anna-Maria en stroomafwaarts aan plantage Judashoop. De plantage diende een tijdje als modelplantage van de koloniale overheid.

## Geschiedenis

### Aanleg
Catharina Sophia werd in 1797 aangelegd door gouverneur Jurriaan François de Friderici. Dit gebeurde na de aanleg van de militaire post Groningen in 1790. De plantage was vernoemd naar de echtgenote van De Friderici. Tot 1833 was de plantage in bezit van de erven van De Friderici.

### Modelplantage
In 1833 werd de plantage door de Particuliere West-Indische bank gekocht omdat een verstrekte lening niet kon worden afgelost. In 1843 werd Catharina Sophia overgenomen door de overheid. Deze wilde er een modelplantage van maken, met een hoog rendement wat met behulp van de nieuwste technieken moest worden bewerkstelligd. De plantage zou dienen als een voorbeeld dat door particulieren kon worden nagevolgd. In 1844 werd daartoe een ultramoderne suikerfabriek neergezet. 
De plantage groeide uit tot de grootste suikeronderneming van Suriname en werd in de volksmond Soekroegron (suikergrond) genoemd. In 1829 en in 1847 werden er ongeregeldheden geregistreerd op Catharina Sophia naar aanleiding van de arbeidsomstandigheden. In 1850 telde de slavenmacht 640 personen. In 1857 waren er 720 slaven plus nog een aantal contractarbeiders. In de jaren 1854 tot 1858 produceerde de plantage circa 587 ton suiker per jaar. Toch werd deze fabriek een mislukking. In plaats van winst draaide de plantage met verlies.

### Contractarbeid, emancipatie
In oktober 1853 arriveerde de eerste groep van 14 Chinese contractarbeiders op de plantage. Er was initieel een groep van 18 Chinezen op Java aangeworven, maar 4 van hen overleden gedurende de drie maanden lange reis naar Suriname. Zij werden tewerkgesteld als suikerkokers en veldarbeiders. In 1857 was Christiaan Johannes Hering belast met de suiker- en rumproductie en hij schreef enkele boeken over dit onderwerp. 
In 1863 werkten op de plantage 407 slaven en een klein aantal contractanten. De plantage kwam wel voor in de emancipatieregisters, maar niet in de bijbehorende eigenarenregisters. Aan de overheidsplantages werd namelijk geen geld uitgekeerd. De plantage werd in dat jaar opgewaardeerd tot een moderne plantage met nieuwe machines. Een jaar later werd Catharina Sophia verkocht aan Anthony Dessé uit Nickerie. 
Bij de afschaffing van de slavernij in Suriname werden op Catharina Sophia 93 nieuwe familienamen geboekstaafd, te weten: Aarding, Alberg, Almodder, Amand, Amber, Ardin, Arnolds, Atters, Avans, Bar, Bomgart, Bönnigheimer, Borgt, Brandvoort, Burger, Bijstam, Cent, Coriander, Cragen, Cummingsbor, Dal, Dank, Dieper, Dors, Drayer, Druis, Elde, Enkel, Etman, Etnaar, Fenkel, Fingaar, Flinkstein, Gedwee, Goudblad, Grasveld, Groeizaam, Gunst, Halstad, Hoop, Hornberger, Ivan, Kalf, Klink, Klinkenburg, Koornaar, Kraag, Kras, Laden, Landes, Landolf, Leider, Lelienstein, Lokhorst, Lutther, Meervort, Merel, Muler, Oldeweld, Oliander, Olstan, Paalwijk, Palmtak, Pan, Pink, Prijs, Ras, Roet, Roosblad, Roosensteel, Rooser, Roostak, Rust, Scherm, Sluisrad, Varen, de Veld, Velder, Veldman, Vis, Vischnet, Vlammen, Welde, Westhout, Wieder, Wiel, Wilg, Wijnakker, Zager, Zeeuw en Zorger.

### A. Dessé
Anthony Dessé was een grote plantage-eigenaar. In 1854 was hij eigenaar van drie katoenplantages in Coronie en Nickerie: Leasowes & Clyde, Good Intent en Inverness. In 1856 en 1857 kocht hij bovendien de katoenplantage Sarah en de suikerplantage Paradise. Op Catharina Sophia schakelde Dessé over op de productie van koffie en cacao.
In 1866 arriveerde een tweede groep Chinese arbeiders, ditmaal in China aangeworven, en daarna in 1872 nog een derde groep. Deze derde groep kwam niet uit China; zij arriveerde vanuit Nickerie met het schip Eleanor Dessé. In totaal heeft de plantage 108 Chinese arbeiders geworven. Tussen 1873 en 1931 arriveerden 320 Hindoestaanse en 245 Javaanse contractarbeiders op de plantage.

### 20e eeuw
In 1908 was W. van Genderen de eigenaar. Er werd toen cacao, koffie en rijst geproduceerd. 
In de jaren dertig was Thomas Waller de plantage-eigenaar. Hij bezat ook de nabijgelegen plantages Margaretha's Gift en La Poule. en de plantages Berlijn en Elisabethshoop aan de Commewijne.
In 1982 begon de Staatsolie Maatschappij Suriname N.V. op de plantage met de exploitatie van het Tambaredjo-olieveld.

## Galerij

Ingang van het bos bij Catharina Sophia, pentekening van Arnoldus Borret, 1878
Hindoestaanse man leunend op een stok, aquarel van Arnoldus Borret, 1878
Wachter, aquarel van Arnoldus Borret, 1878

A la bonne heure · Anna's Zorg · Akkerboom · Alliance · Alkmaar · Andresa · Auka · Andreesgift · Bantaskine · Barbados · Batavia · Beekenhorst · Belladrum · Bellevue · Belwaarde · Beninenburg · Berg en Dal · Bergen op Zoom · Berlijn (Commewijne) · Berlijn (Para) · Bethlehem · Boksweide · Boston · Botany Bay · Boxel · Bronswijk · Brouwerslust · Bruinendaal · Bucklebury · Buitenrust · Burnside · Cadrosspark · Caledonia · Campenburg · Cannewapibo · Catharina Sophia · Clevia  · Cliffort-Kokshoven · Clyde · Concordia · Concordia en een Kwart Lot · Courcabo · De Dageraad · De Goede Vriendschap · De Resolutie · De Vier Hendrikken · Diamond · Dijkveld · Domburg · Dordrecht · Eendragt · Elisabeth's Hoop · Ellen · L'Espérance (Nickerierivier) · L'Espérance (Surinamerivier) · Esthersrust · Fairfield · Fortuin · Flora · Florentia · Frederiksburg · Frederiksdorp · Frederikslust · Geertruidenberg · Geyersvlijt · Glensander · Gloria · Groot Chatillon · Groot Marseille · Guadeloupe · Hague · Hamburg · Hamilton · Hamptoncourt · Hannover · Hazard · Hebron · Hecht en Sterk · Hooyland · Hope · Houttuin · Huntly · Huwelijkszorg · Inverness · Jagtlust · Jodensavanne · Johan & Margaretha · Johanna Catharina · Johanna Maria · Johannesburg · John · Katwijk · Kent · Kerkshoven · Killenstein · Klein Bellevue · Kleinhoop · Krappahoek · Kroonenburg · Kwatta · La Jalousie · La Prosperité · La Rencontre · La Ressource (Saramacca) · La Ressource (Surinamerivier) · La Singularité · Laarwijk · Leasowes · Leliëndaal · Leonsberg · Livorno · Longmay · Lunenburg · Lust en Rust · Lustrijk · Maasstroom · Margarethenburg · Maria Petronella · Mariënbosch · Mariënburg · Margaretha's Gift · Mary's Hope · Meerzorg · Merveille · Moed en Kommer · Mon Bijou · Mon Souci · Mon Trésor · Monnikendam · Mopentibo · Morgenster · Moy · Nieuw Mocha · Nieuwzorg · Nieuwe Aanleg · De Nieuwe Grond · Nijd en Spijt · Novar · Nursery · Nut en Schadelijk · Onoribo · Onverwacht · Oranibo · Ornamibo · Overbrug · Overtoom 
· Oxford · Palestina · Paradise · Persévérance · Petersburg · Picardië · Peperpot · Pieterszorg · Plaisance · Poelwijk · Potosie · Purmerend · Reijnsdorp · Reijnsfort · Rijnberk · Roosenburg · Rorac · Rust en Werk · Rustenburg · Saltzhalen · Sans Souci · Saphir · Sarah · Sardam · Schaapstede · Schoonoord · Sinabo en Gelre · Sint Barbara · Sint Eustatius · Slootwijk · Sorgvliet · Spieringshoek · Standvastigheid · Suidwijn · Suzanna's Daal · Toevlugt (Surinamerivier) · Tout Lui Faut · Toledo · Totness · Tyronne · 't Vertrouwen · Victoria · Vierkinderen · Visserszorg · Voorburg · Voorzorg (Saramacca) · Vossenburg · Vredenburg · Vriendsbeleid en Ouderzorg · Vreeland · Waltonhall · Waldijk · Waterloo · Wederzorg · Welbedacht · Welgelegen (Commewijne) · Welgelegen (Coronie) · Welgevallen · Weltevreden · Wolffs Capoerica · Wolfenbüttel · 't Ylant · Zoelen · Zorg en Hoop (hout) · Zorg en Hoop (indigo) · Zorg en Hoop (katoen) · Zorg en Hoop (suiker)
1. ↑  Chavirio, Chinese contractarbeiders in Suriname 1858-1874. Nationaal Archief Suriname. Geraadpleegd op 30 januari 2025.